# Dorstenia hildegardis
Dorstenia hildegardis là một loài thực vật có hoa trong họ Moraceae. Loài này được Carauta, C.Valente & O.M.Barth mô tả khoa học đầu tiên năm 1978.